# Festroia
O Festróia ou Festival Internacional de Cinema de Tróia é um festival de cinema que se realiza na cidade de Setúbal.
Existe desde 1985 e têm-se dedicado desde então à exibição de filmes de qualidade oriundos de países que têm uma baixa produção cinematográfica e que sejam pouco conhecidos do público português.
O principal prémio atribuído é o Golfinho de Ouro.
O Festroia conta também com a presença de júris internacionais que atribuem os seus
prémios específicos: a SIGNIS (organização católica internacional do Cinema);
FIPRESCI (imprensa cinematográfica), e, pela primeira vez, em 2006, o galardão da CICAE
(Confederação Internacional dos Cinemas de Arte e Ensaio).
Tem secções específicas dedicadas a Primeiras Obras, Independentes Americanos e filmes abrangidos por uma categoria vasta - O Homem e a Natureza.
Em 2006 contou com 180 filmes, projectados em 2 salas em Setúbal e extensões em Almada e Lisboa.
Em 2007 o Festroia tornou-se o primeiro festival internacional de cinema CarbonoZero, compensando a sua pegada carbónica através da plantação e gestão de uma área de floresta autóctone na Herdade da Gâmbia, no concelho de Setúbal.

## Festroia
É uma iniciativa cultural sem fins lucrativos, criada em 1985 com o objectivo de divulgar cinematografias desconhecidas do público português, por forma a contribuir activamente na divulgação ampla de produtos cinematográficos de qualidade que não chegam, regra geral, aos circuitos de distribuição comercial.
Ao longo das suas mais de duas décadas de existência, o festival conseguiu conquistar uma reputação invejável em Portugal e no estrangeiro, não só devido à selecção rigorosa que faz das obras que apresenta, como ao facto de servir como ponto de encontro de dezenas de personalidades do mundo do cinema.
Entre os grandes nomes que já passaram pelo Festroia nos últimos vinte anos contam-se Pedro Almodóvar, Robert Mitchum, Kirk Douglas, Christopher Walken, Mickey Rooney, Dennis Hopper, Ben Gazzara, Jane Russell, Lauren Bacall, Christiane Torloni, Georges Corraface, Michael York, Alberto Sordi, Francesco Rosi, Juan Antonio Bardem ou os portugueses Ruy de Carvalho e Joaquim de Almeida, só para dar alguns exemplos.

## Impacto mediático em Portugal e no estrangeiro
Além de grandes figuras da sétima arte, o festival convida sempre mais de meia centena de jornalistas de órgãos de referência como a BBC, a RTVE, o La Repubblica ou o Expresso, os quais ajudam a que o Festroia tenha uma repercussão considerável a nível nacional e internacional, como o comprovam as estatísticas da 22ª edição do certame.
Realizada entre 2 e 11 de Junho de 2006, aquela edição do festival motivou cerca de duzentas notícias, publicadas em mais de setenta órgãos de comunicação de uma dúzia de países, dos Estados Unidos à Índia, passando por Brasil, Itália ou República Checa.
A imprensa especializada também é uma presença assídua no Festroia, cuja qualidade foi reconhecida em 1987 pela Federação Internacional da Imprensa Cinematográfica (FIPRESCI), que todos os anos envia um júri próprio ao certame, com vista a atribuir o prémio da crítica.
Um público jovem e que valoriza a informação A média de assistência do festival ronda as 25 mil pessoas, oriundas sobretudo dos distritos de Setúbal e Lisboa. É um público maioritariamente jovem, em parte devido ao trabalho realizado ao longo de todo o ano nas salas de cinema geridas pela Associação Cultural Festroia na cidade de Setúbal, onde, através de preços baixos e elevada qualidade de programação, se têm criado hábitos cinéfilos entre as camadas jovens.
A par da programação de qualidade, o Festroia tem apostado em fortalecer a ligação a um público cada vez mais exigente. Nesse sentido, foi criado em 2005 um blogue oficial aberto a todos os que nele queiram participar e, em 2006, um jornal diário bilingue, elogiado pelos espectadores e pela imprensa presente no certame.
Além do referido diário, o festival produz regularmente outros materiais promocionais, todos eles bilingues, caso do catálogo oficial, do booklet de homenagem ao cinema norueguês e do folheto promocional sobre o Festroia 2006, que foi distribuído em festivais internacionais como Valladolid, San Sebastián ou Berlim.

## Um festival com características únicas
Diversos factores contribuem para que o Festroia se afirme como um festival de referência em Portugal. Ele é o único festival de cinema português que integra o calendário anual da Federação Internacional das Associações de Produtores de Filmes (FIAPF), do qual também fazem parte certames como Berlim, Cannes, Veneza, San Sebastián ou São Paulo.
A admissão na FIAPF ocorreu em 1988, ano em que a qualidade da programação do Festroia foi também reconhecida pela Organização Católica Internacional de Cinema (OCIC / SIGNIS), que desde então tem enviado todos os anos um júri próprio ao festival.
Em 2006, dois outros acontecimentos aumentaram o prestígio do Festroia: foi o primeiro festival nacional a ter um júri da Confederação Internacional de Arte e Ensaio (CICAE); e a sua directora, Fernanda Silva, tornou-se na primeira figura do mundo institucional da sétima arte portuguesa a ser convidada para membro votante da Academia Europeia de Cinema (EFA), que todos os anos atribui os European Film Awards, o equivalente europeu dos Óscares de Hollywood.

## Lista dos Golfinhos de Ouro
- 1985: Cabra Marcado para Morrer de Eduardo Coutinho (Brasil)
- 1986: Fool For Love de Robert Altman (Estados Unidos)
- 1987: Madrid de Basilio Martin Patiño (Espanha)
- 1988: En Nonbre del Hijo de Jorge Polaco (Argentina)
- 1989: El Kalaade Mohamed Chouikh (Argélia)
- 1990: Loussde Rachid Benhadj (Argélia)
- 1991: Homo Novus de Pal Erdoss (Hungria)
- 1992: One Full Moon de Endaf Emlyn (País de Gales)
- 1993: It’s Better to be Wealthy and Healthy than Poor and Ill de Juraj Jakubisko (Checoslováquia)
- 1994: The Sacred Mound. de Hrafn Gunnlaugsson (Islândia)
- 1995: Madagascar de Fernando Perez (Cuba)
- 1996: Cold Fever, de Fridrik Thor Fridriksson (Islândia)
- 1997: The Father de Majid Majidi (Irão)
- 1998: The Bandit de Yavuz Turgul (Turquia)
- 1999: Solomon & Gaenor, de Paul Morrison, (País de Gales)
- 2000: Ambush, de Olli Saarela, (Finlândia)
- 2001: Italian For Beginners, de Lone Scherfig, (Dinamarca)
- 2002: Todas Las Azafatas Van Al Cielo, de Daniel Burman, (Argentina)
- 2003: Histórias Minimas, de Carlos Soria, (Argentina)
- 2004: Bonjour Mr. Shlomi, de Shemi Zarhin (Israel)
- 2005: Sempre se pode voar, de Bahman Ghobadi, (Curdistão/Iraque/Irão).
- 2006: Que Lugar Maravilhoso, de Eyal Halfon, (Israel).
- 2007: Posto Fronteiriço, de Rajko Grlic, (Bósnia), (Croácia), (Eslovénia),(Macedônia, atual Macedônia do Norte), (Sérvia)
- 2008: Vasilhame, de Jan Sverák, (República Checa), (Reino Unido), (Dinamarca)